# Rede Amazônica Manacapuru
Rede Amazônica Manacapuru é uma estação de televisão brasileira com sede em Manacapuru, cidade do estado do Amazonas. Opera nos canais 12 VHF analógico e 16 UHF digital e é afiliada à TV Globo. Pertence ao Grupo Rede Amazônica.

## História

### TV Manacapuru (1981-2015)
A TV Manacapuru foi inaugurada em 26 de maio de 1981 com o objetivo de melhorar a recepção da programação da TV Amazonas pela população, já que o sinal vindo de Manaus tinha baixa qualidade na cidade. A exemplo das demais emissoras da Rede Amazônica no estado, a TV Manacapuru iniciou suas atividades como uma afiliada da Rede Bandeirantes, e em 1986, tornou-se afiliada à Rede Globo, seguindo o movimento da TV Amazonas. Inicialmente, não contava com programação local, retransmitindo integralmente a TV Amazonas.
Em dezembro de 2003, a Rede Amazônica investiu na TV Manacapuru para permitir a produção de telejornalismo local. O professor Adauto Silva foi contratado para atuar como videorrepórter da emissora. A partir daí, a estação também passou a exibir comerciais locais durante os intervalos da programação, além do boletim informativo 24 Horas.
Em 3 de março de 2004, foi instalado na emissora o FTP, sistema que permitia a transmissão de matérias via internet para a TV Amazonas. No mesmo dia, foi exibida no Jornal do Amazonas a primeira reportagem enviada a partir deste sistema. A ação tornou a TV Manacapuru pioneira nesta tecnologia entre as emissoras da Rede Amazônica.

### Rede Amazônica Manacapuru (2015-presente)
Em 3 de janeiro de 2015, seguindo o padrão da Rede Amazônica, a TV Manacapuru passou a ser chamada de Rede Amazônica Manacapuru. Em 1° de outubro de 2022, após 36 anos, a Rede Amazônica Manacapuru passou a ser considerada oficialmente uma afiliada da TV Globo, a partir da entrada no Atlas de Cobertura. No mesmo mês, passou a exibir a edição regional do Jornal do Amazonas 2ª Edição, também exibida pela Rede Amazônica Itacoatiara e Rede Amazônica Parintins.

## Sinal digital
| Canal virtual | Canal digital | Resolução de tela | Programação                                                |
| ------------- | ------------- | ----------------- | ---------------------------------------------------------- |
| 12.1          | 16 UHF        | 1080i             | Programação principal da Rede Amazônica Manacapuru / Globo |

A então TV Manacapuru foi autorizada a operar no sinal digital através do canal 16 UHF em 4 de abril de 2012. A estação iniciou as operações nesta tecnologia em 22 de junho de 2023, como Rede Amazônica Manacapuru.